# Caché de pista
La caché de pista es una memoria de estado sólido, tipo RAM, dentro del disco de estado sólido. Los disco de estado sólido utilizan cierto tipo de memorias construidas con semiconductores para almacenar la información.